# Mistkî, Snovsk
Mistkî (în ucraineană Містки) este un sat în comuna Ieline din raionul Snovsk, regiunea Cernihiv, Ucraina.

## Demografie
Componența lingvistică a localității Mistkî
     Ucraineană (93,1%)
     Rusă (6,9%)
Conform recensământului din 2001, majoritatea populației localității Mistkî era vorbitoare de ucraineană (93,1%), existând în minoritate și vorbitori de rusă (6,9%).